# Walter Oswalt
Walter Oswalt (* 9. Dezember 1959 in Frankfurt am Main; † 23. Juli 2018 ebenda) war ein deutscher Sozialphilosoph und Publizist.

## Werdegang
Im Alter von 12 Jahren konnte Walter Oswalt als ökologisch engagierter Schüler in einem Versuch mit Goldfischen beweisen, dass die Hoechst AG, die giftige Ausleitungen bestritt, den Main stark verunreinigte. Seine Entdeckung im Rahmen der Vereinigung umweltschützender Schüler machte Schlagzeilen und es wurde ein Spielfilm auf Grundlage dieser Geschichte gedreht.
Aufgrund seines ökologischen Interesses machte Oswalt eine Ausbildung zum Facharbeiter im Gartenbau, später sein Abitur an der Schillerschule in Frankfurt. Noch als Schüler, von 1981 bis 1985, war er Mitglied der ersten Stadtverordnetenfraktion der Grünen in Frankfurt am Main. Neben dem Engagement gegen die Startbahn West enthüllte er in Zusammenarbeit mit der Grünen-Fraktion Umweltskandale wie z. B. die Grundwasserverunreinigung durch Giftmüll am "Monte Scherbelino" und am Flughafen Frankfurt durch Kerosin.
1983 entdeckte Oswalt zusammen mit dem Fotografen Klaus Malorny, dass die Mittelstreckenrakete Pershing II (MGM-31 Pershing) auf einem Militärgelände bei Frankfurt bereits gelagert wurde, obwohl die Genfer Verhandlungen über ihre Stationierung noch nicht abgeschlossen waren. Auch ein Beschluss des Bundestages lag zu diesem Zeitpunkt noch nicht vor.
Ein zentrales weiteres Thema für Oswalt war die Verstrickung von Hermann Abs mit dem NS-Regime und das von der NS-Ideologie durchsetzte Frühwerk des gefeierten Autors Ernst Jünger, der 1982 trotz Protest der Grünen den Goethepreis der Stadt Frankfurt am Main erhielt.
Nach seiner Zeit im Frankfurter Römer ging Walter Oswalt im Herbst 1985 nach Wien und studierte Philosophie, unter anderem bei Karl Popper. Parallel zu seinem Studium war er als Journalist tätig und schrieb Artikel beispielsweise für das Wiener Stadtmagazin Falter, für Profil, Der Standard, die tageszeitung (taz) und Die Zeit. Er enthüllte, dass in Tschernobyl zehntausende Zwangsarbeiter unter Einsatz ihres Lebens aufräumen mussten.
Im Zusammenhang mit der breiten Anti-Waldheim-Bewegung in Wien, die Kurt Waldheims NS-Vergangenheit thematisierte und seinen Rücktritt forderte, stellte er Strafanzeige gegen den österreichischen Präsidenten wegen Verdachts der Beihilfe zum Mord. Das Stadtmagazin Falter, das die Strafanzeige im September 1988 veröffentlichte, wurde konfisziert. Kurt Waldheim klagte Oswalt an, der auch den begleitenden Artikel verfasst hatte. Nach wenigen Terminen zog Waldheim seine Klage gegen Walter Oswalt jedoch zurück, wahrscheinlich weil Oswalt starke Unterstützung von Wiener Historikern erhielt und der Prozess großes internationales Interesse hervorrief.
1990 kehrte Oswalt nach Frankfurt am Main zurück. Das Massaker von Srebrenica veranlasste ihn 1995 zusammen mit Karl Popper zu einem Aufruf, in dem er forderte, dass die UNO in Bosnien eingreifen sollte, um weitere Gräuel zu verhindern. Unter den Unterzeichnern: Salman Rushdie, Günter Grass, Bernard-Henri Lévy, André Glucksmann, Daniel Cohn-Bendit und viele andere.
1997 promovierte Oswalt mit der Arbeit Die Tradition der Entmachtung – Starker Liberalismus in den bürgerlichen Revolutionen. Seine Gutachter waren Franz Martin Wimmer und Kurt Rudolf Fischer. Nach seiner Promotion arbeitete Oswalt weiterhin als Journalist, die gesellschafts- und wirtschaftswissenschaftliche Forschung trat immer mehr in den Vordergrund.
Oswalt studierte die Arbeiten seines Großvaters Walter Eucken, eines ordoliberalen Wirtschaftswissenschaftlers der Freiburger Schule, deren Ideen er in politische und zivilgesellschaftliche Debatten hineinbrachte. Ihn interessierte, inwieweit sich die liberalen Ideen Walter Euckens weiterführen ließen, um eine nachhaltige und gerechte Marktwirtschaft zu schaffen. Er sah dies bereits in den 1990er Jahren als „Aufgabe der Grünen“ an. Zentraler Bestandteil war die Überwindung der Konzentration wirtschaftlicher Macht, z. B. durch die Entmachtung von Konzernen.
Oswalt kritisierte, dass viele Politiker, u. a. Ludwig Erhard, die machtkritischen Ordoliberalen öffentlich als Vorbild hinstellten. Aber faktisch verfolgten diese Politiker über Jahrzehnte hinweg eine Politik, die die Machtkonzentration in der deutschen und europäischen Wirtschaft deutlich verstärkte. Oswalt war auch ein scharfer Kritiker der marktliberalen Rezeption Euckens (beispielsweise in der Initiative Neue Soziale Marktwirtschaft). Sein Vorwurf: Das Problem einer vermachteten Wirtschaft und ihre Auswirkungen auf die demokratische und rechtsstaatliche Gesellschaft würden unterschlagen.
Ab 1999 war Oswalt wissenschaftlicher Leiter des Walter-Eucken-Archivs in Frankfurt und betreute den Nachlass Euckens, der seit 2013 an der Thüringer Universitäts- und Landesbibliothek Jena erschlossen wird. Er gab die Buchreihe Edition Zweite Aufklärung mit Schriften von Eucken, Franz Böhm und Alexander Rüstow heraus und gehörte zu dem Herausgeberkreis, der die Veröffentlichung der gesammelten Werke Euckens beim Verlag Mohr Siebeck vorbereitete.
Zudem war er Mitglied des wissenschaftlichen Beirats von attac und lehrte als Dozent an der Universität Köln.
In seinem letzten Buch hat Walter Oswalt seine wichtigsten Gedanken zu einer Neuorientierung der Wirtschafts- und Gesellschaftspolitik zusammengefasst: NO MONO, Kapitalismus ohne Konzerne, Für eine liberale Revolution.
Walter Oswalt war langjähriges, prägendes Mitglied des Egalitären Minjan der liberalen jüdischen Gemeinde in Frankfurt am Main. Er prägte die Gemeinde intellektuell mit seinen kritischen Fragen und Diskussionen und engagierte sich für die Renovierung und Gestaltung der Synagoge der liberalen Gemeinde.

## Ehrungen
- Alfred Müller-Armack Verdienstmedaille der Aktionsgemeinschaft Soziale Marktwirtschaft[7]

## Werke (Auswahl)
- NO MONO, Kapitalismus ohne Konzerne, für eine liberale Revolution. Lit-Verlag, 2017, ISBN 978-3-8258-7256-4.
- Die falschen Freunde der offenen Gesellschaft. In: Walter Eucken: Wirtschaftsmacht und Wirtschaftsordnung. Lit-Verlag 2012.
- Constitution européenne: Non, pour une alternative radicale. Parangon/Vs, Lyon 2005, ISBN 978-2-8419-0142-5 (französisch).
- Costituzione europea: per una critica radicale: un'ombra sull'Europa. Jaca Book, Mailand, 2006, ISBN 978-8-8164-0733-6 (italienisch).
- Liberale Opposition gegen den NS-Staat. Zur Entwicklung von Walter Euckens Sozialtheorie. In: Nils Goldschmidt: Wirtschaft, Politik und Freiheit. Freiburger Wirtschaftswissenschaftler und der Widerstand (= Untersuchungen zur Ordnungstheorie und Ordnungspolitik, Band 48). Tübingen: Mohr Siebeck, 2005, S. 315–353.
- Was ist Ordnungspolitik? In: Walter Oswalt (Hrsg.): Walter Eucken: Ordnungspolitik. Münster, Hamburg, London: Lit Verlag, 1999.
- Kapitel Zur Einführung: Walter Eucken (1891–1950) sowie Offene Fragen zur Rezeption der Freiburger Schule. In: Nils Goldschmidt, Michael Wohlgemuth (Hrsg.): Grundtexte zur Freiburger Tradition der Ordnungsökonomik (= Untersuchungen zur Ordnungstheorie und Ordnungspolitik, Band 50). Tübingen: Mohr Siebeck, S. 119–132.
- Die Ordnung der Freiheit. In: Nikolaus Piper (Hrsg.): Die großen Ökonomen. Leben und Werk der wirtschaftswissenschaftlichen Vordenker (2. Aufl.). Stuttgart: Schäfer Poeschel, 1996.
- mit Martina Kirfel (Hrsg.): Die Rückkehr der Führer: modernisierter Rechtsradikalismus in Westeuropa. Europaverlag, Zürich, ISBN 978-3-203-51086-6.